# Saison 2013 de l'équipe cycliste BMC Development
La saison 2013 de l'équipe cycliste BMC Development est la première de cette équipe, qui constitue la réserve de BMC Racing.

## Préparation de la saison 2013

### Arrivées et départs
L'équipe disputant sa première saison, l'ensemble des coureurs est arrivé en début de saison en provenance d'autres équipes.

## Coureurs et encadrement technique

### Effectif
Quatorze coureurs constituent l'effectif 2013 de l'équipe.
| Cycliste            | Date de naissance | Nationalité | Équipe 2012                |  |
| ------------------- | ----------------- | ----------- | -------------------------- |  |
| Valentin Baillifard | 25 décembre 1993  | Suisse      | Roth Échafaudages          |  |
| Tom Bohli           | 17 janvier 1994   | Suisse      |                            |  |
| Silvan Dillier      | 3 août 1990       | Suisse      | EKZ Racing                 |  |
| Taylor Eisenhart    | 14 juin 1994      | États-Unis  |                            |  |
| Kilian Frankiny     | 26 janvier 1994   | Suisse      |                            |  |
| Arnaud Grand        | 28 août 1990      | Suisse      | Telenet-Fidea              |  |
| Stefan Küng         | 16 novembre 1993  | Suisse      |                            |  |
| Paul Lynch          | 6 janvier 1993    | États-Unis  |                            |  |
| Ignazio Moser       | 14 juillet 1992   | Italie      | Trevigiani Dynamon Bottoli |  |
| Jakub Novak         | 30 décembre 1990  | Tchéquie    | Trevigiani Dynamon Bottoli |  |
| Timothy Roe         | 28 octobre 1989   | Australie   | BMC Racing                 |  |
| Alexey Vermeulen    | 16 décembre 1994  | États-Unis  |                            |  |
| Loïc Vliegen        | 20 décembre 1993  | Belgique    | Idemasport-Biowanze        |  |
| Tyler Williams      | 17 novembre 1994  | États-Unis  |                            |  |

## Bilan de la saison

### Victoires

#### Sur route
| Date       | Course                                            | Pays       | Classe | Vainqueur      |
| ---------- | ------------------------------------------------- | ---------- | ------ | -------------- |
| 24/03/2013 | Classement général du Tour de Normandie           | France     | 2.2    | Silvan Dillier |
| 01/04/2013 | Giro del Belvedere                                | Italie     | 1.2U   | Stefan Küng    |
| 02/05/2013 | 2e étape du Tour of the Gila                      | États-Unis | 2.2    | Arnaud Grand   |
| 16/06/2013 | Flèche ardennaise                                 | Belgique   | 1.2    | Silvan Dillier |
| 19/06/2013 | Championnat de Suisse du contre-la-montre espoirs | Suisse     | CN     | Stefan Küng    |